# 西海市立崎戸小学校
西海市立崎戸小学校（さいかいしりつ さきとしょうがっこう, Saikai City Sakito Elementary School）は、長崎県西海市崎戸町蠣浦郷（蛎浦島）にあった公立小学校。略称は「崎戸小」（さきとしょう）、「崎小」（さきしょう）。
2022年（令和4年）3月末に閉校し、西海市立大島東小学校・西海市立大島西小学校の2校と統合の上、「西海市立大崎小学校」（校地は大島東小学校）が新設された。

## 概要
歴史
1874年（明治7年）に開校した「公立下等蠣浦小学校」（蠣浦の読みは「かきのうら」）と「公立下等崎戸小学校」を前身とする。明治末期からの崎戸炭鉱の発展により、人口が増加していき、昭和初期には蛎浦島と崎戸島合わせて小学校が4校（蠣浦・崎戸・昭和・浅浦）あった。しかし1959年（昭和34年）をピークに人口が減少し始め、1968年（昭和43年）の炭鉱の閉山により、人口が急激に減少したため蠣浦小学校が他3校を吸収する形で、1校に統合され「崎戸町立崎戸小学校」に改称した。2019年（令和元年）に創立から145年（統合から51年）を迎えた。2022年（令和4年）3月末をもって閉校し、148年（統合から54年）の歴史に幕を下ろした。
学校教育目標
「夢を抱き追い求める子ども、ふるさとを大切にし誇りに思う子ども、困難なことに顔を背けず真向かっていく子どもの育成」
校章
海の波を図案化したものを背景にして、中央に「崎小」の文字（縦書き）を置いている。
校歌
統合された1968年（昭和43年）に新しい校歌が制定された。作詞は前田博、作曲は山口健作による。歌詞は3番まであり、各番に校名の「崎戸小学校」が登場する。
校区
住所表記で西海市崎戸町の後に「蠣浦郷、崎戸本郷」が続く地域。中学校区は西海市立大崎中学校。

## 沿革
旧・蠣浦小学校（かきのうら）

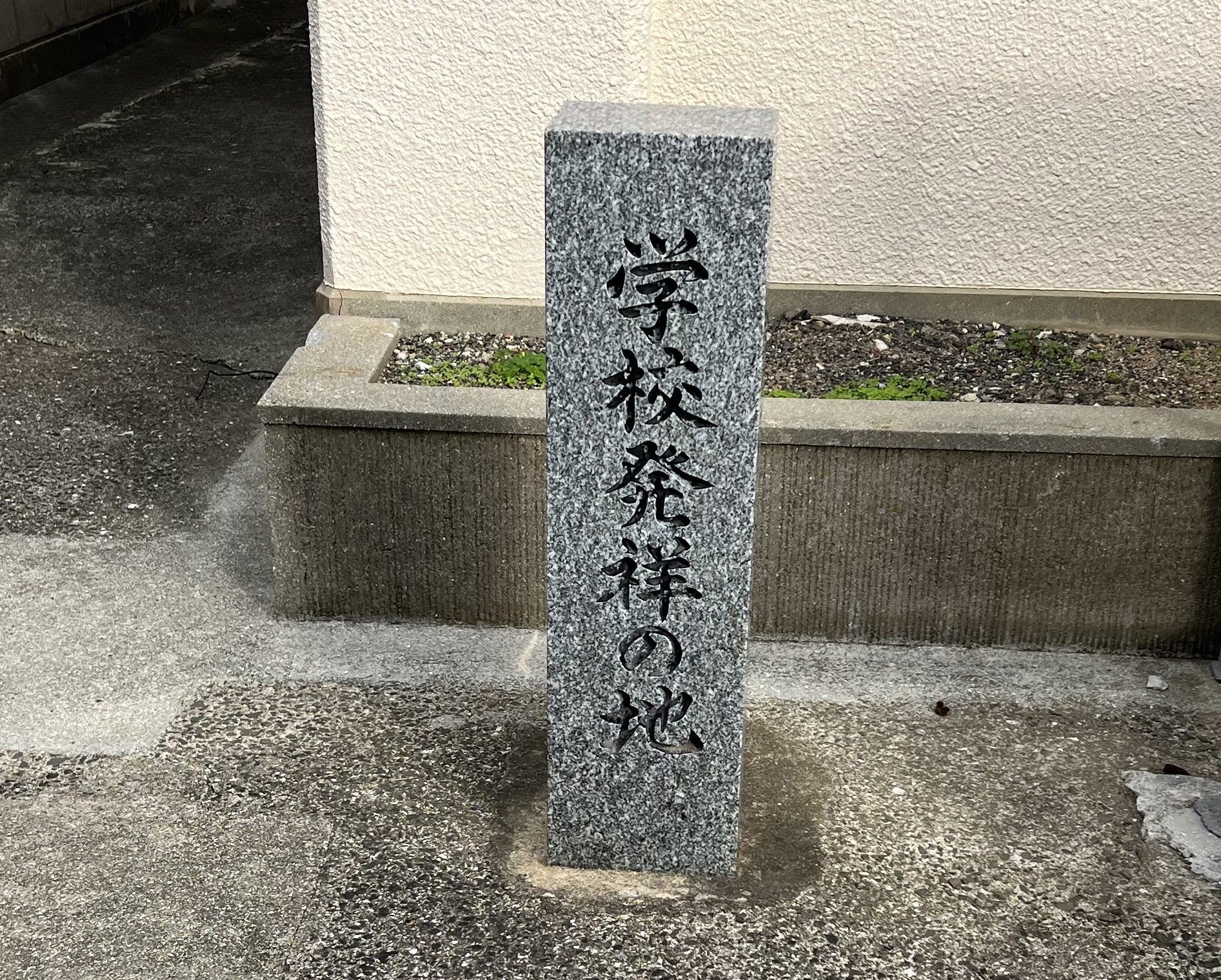
崎戸小学校発祥の地を表す碑。西海市崎戸中郷公民館敷地内。

- 1874年（明治7年）4月 - 学制に基づき、第十八学区第五小学区の小学校として、「公立下等蠣浦小学校」が開校。
  - 蠣浦郷2118番地の旧・庄屋・家屋を校舎とし、児童約50名を収容。
- 1885年（明治18年）6月 - 学区が改正され、「面高[2]学区公立下等蠣浦小学校」に改称。学務世話係を設置。
- 1886年（明治19年）9月 - 小学校令の施行により、簡易科（3年制）を設置し、「簡易蠣浦小学校」に改称。
- 1889年（明治22年）4月 - 町村制の施行により、黒瀬村（後に大島町）が発足。黒瀬村立の小学校となる。
- 1890年（明治23年）
  - この年 - 黒瀬村より崎戸村が分離・独立。崎戸村の小学校となる（ただし学校の運営は蠣浦郷の経費で賄う）。
  - 10月 - 小学校令の改正により、簡易科を廃止し、尋常科（4年制）を設置した上で、「尋常蠣浦小学校」に改称。
- 1893年（明治26年）12月 - 小学校令の一部改正により、「蠣浦尋常小学校」に改称。
- 1904年（明治37年）4月 - 高等小学校等に進学しない児童を対象に補習科（2年制）を設置。
- 1906年（明治39年）4月 - 裁縫科を設置。
- 1907年（明治40年）
  - 4月 - 崎戸村役場を仮校舎とする。
  - この頃 - 石炭の採掘が始まり、徐々に人口が増加する。
- 1908年（明治41年）4月 - 小学校令の一部改正により、義務教育の年限が尋常科4年から尋常科6年までに延長されたため、尋常科5年を設置。
- 1909年（明治42年）4月 - 尋常科6年を設置。
- 1913年（大正2年）- 児童数の増加で校舎が不足したため、栗崎にあった中島甚兵衛の長屋を校舎として借用。
- 1915年（大正4年）4月 - 小学校の運営が蠣浦郷から崎戸村に変更となる。
- 1916年（大正5年）4月 - 高等科を併置し、「蠣浦尋常高等小学校」（尋常科6年・高等科2年）に改称。
- 1917年（大正6年）5月10日 - 校舎2棟を新築し、移転を完了。創立記念日を制定。
- 1919年（大正8年）4月 - 「蠣浦女子実業補習学校」を併設。
- 1921年（大正10年）5月 - 併設の実業補習学校に男子部が設置され、「蠣浦実業補習学校」（男子部・女子部）に改称。
- 1931年（昭和6年）10月1日 - 町制施行により、崎戸町が発足。
- 1933年（昭和8年）4月 - 併設の実業補習学校が蠣浦青年訓練所が統合され、男子部は「蠣浦実業青年学校」、女子部は「崎戸町立家政女学校」となる。
- 1935年（昭和10年）6月 - 青年学校令の施行により、蠣浦実業青年学校は「蠣浦青年学校」に、崎戸町立家政女学校は「崎戸実践女子青年学校」に改称。
- 1941年（昭和16年）4月 - 国民学校令の施行により、「崎戸町蠣浦国民学校」（初等科6年・高等科2年）に改称。
- 1947年（昭和22年）4月 - 学制改革（六・三制の実施）が行われる。
  - 旧・国民学校の初等科が改組され、「崎戸町立蠣浦小学校」（6年制）が発足。
  - 旧・国民学校の高等科が改組され、「崎戸町立崎戸中学校[3] 蠣浦分室」（新制中学校,3年制）が併設される。
- 1948年（昭和23年）
  - 3月31日 - 蠣浦青年学校・崎戸実践女子青年学校が廃止される。
  - この年 - 給食調理室が完成し、学校給食を開始。
- 1949年（昭和24年）5月 - 「長崎県立佐世保商工業高等学校 [4]崎戸分校」が併設される。
- 1951年（昭和26年）
  - 4月 - 併設の崎戸分校が、「長崎県立佐世保工業高等学校 崎戸分校」に改称。
  - 9月 - 崎戸中学校の独立専用校舎（第二期工事）が完成し、併設の蠣浦分室が廃止される。
- 1952年（昭和27年）4月 - 併設の崎戸分校が長崎県立西彼杵高等学校大島分校との統合で「長崎県立大崎高等学校崎戸校舎」となる。
- 1954年（昭和29年）11月 - 大崎高等学校の独立専用校舎が完成し移転を完了。そのため高校との併設を解消。
- 1958年（昭和33年）5月 - 生徒数が最高の864名を記録する。
- 1960年（昭和35年）10月 - 校歌（旧校歌）を制定。
- 1965年（昭和40年）12月 - 新校舎（第一期工事）が完成。
- 1966年（昭和41年）9月 - 新校舎（第二期工事）が完成。
- 1968年（昭和43年）
  - 1月26日 - 崎戸町臨時議会で、小学校統合に関する議案が議決される。学校の統合が決定。
  - 3月17日 - 崎戸炭鉱が閉山。
  - 3月31日 - 統合により閉校。吸収・統合前の児童数は318名。なお、校舎と校地は新・崎戸小学校に継承された。

旧・崎戸小学校（初代）
- 1874年（明治7年）4月 - 学制に基づき、第十八学区第五小学区の小学校として、「公立下等崎戸小学校」が開校。旧大村藩の崎戸庄屋家屋の一部を校舎とする。
- 1885年（明治18年）6月 - 学区が改正され、「面高[2]学区公立下等蠣浦小学校」に改称。学務世話係を設置。
- 1886年（明治19年）9月 - 小学校令の施行により、簡易科（3年制）を設置し、「簡易崎戸小学校」に改称。
- 1889年（明治22年）4月 - 町村制の施行により、黒瀬村（後に大島町）が発足。黒瀬村立の小学校となる。
- 1890年（明治23年）
  - この年 - 黒瀬村より崎戸村が分離・独立。崎戸村の小学校となる（ただし学校の運営は崎戸本郷の経費で賄う）。
  - 10月 - 小学校令の改正により、簡易科を廃止し、尋常科（4年制）を設置した上で、「尋常崎戸小学校」に改称。
- 1893年（明治26年）12月 - 小学校令の一部改正により、「崎戸尋常小学校」に改称。
- 1901年（明治34年）4月 - 高等小学校等に進学しない児童を対象に補習科（2年制）を設置。
- 1908年（明治41年）4月 - 小学校令の一部改正により、義務教育の年限が尋常科4年から尋常科6年までに延長されたため、補習科を廃止し尋常科5年を設置。
- 1909年（明治42年）4月 - 尋常科6年を設置。
- 1915年（大正4年）4月 - 小学校の運営が崎戸本郷から崎戸村に変更となる。
- 1916年（大正5年）4月 - 高等科を併置し、「崎戸尋常高等小学校」（尋常科6年・高等科2年）に改称。西校舎を新築。
- 1920年（大正9年）10月 - 浅浦分教場を設置。
- 1924年（大正13年）- 校舎を新築。
- 1925年（大正14年）10月 - 崎戸実業補習学校女子部を設置。その後間もなく男子部も設置される。
- 1930年（昭和5年）4月 - 浅浦分教場を新設の昭和尋常小学校に移管。
- 1933年（昭和8年）4月 - 併設の実業補習学校が崎戸青年訓練所が統合され、「崎戸実業青年学校」となる。
- 1935年（昭和10年）6月 - 青年学校令の施行により、崎戸実業青年学校は「崎戸青年学校」に改称。
- 1941年（昭和16年）4月 - 国民学校令の施行により、「崎戸町崎戸国民学校」（初等科6年・高等科2年）に改称。
- 1947年（昭和22年）4月 - 学制改革（六・三制の実施）が行われる。
  - 旧・国民学校の初等科が改組され、「崎戸町立崎戸小学校」（6年制）が発足。
  - 旧・国民学校の高等科が改組され、「崎戸町立崎戸中学校[3] 崎戸分室」（新制中学校,3年制）が併設される。
- 1948年（昭和23年）4月 - 崎戸中学校崎戸分室が廃止される。
- 1959年（昭和34年）5月 - 児童数が最大の114名を記録する。
- 1967年（昭和42年）2月 - 校歌を制定。校旗が寄贈される。
- 1968年（昭和43年）3月31日 - 統合により閉校。閉校時の児童数は60名。
  - 最終所在地 - 西彼杵郡崎戸町本郷1265番地

旧・昭和小学校（しょうわ）
- 1927年（昭和2年）頃

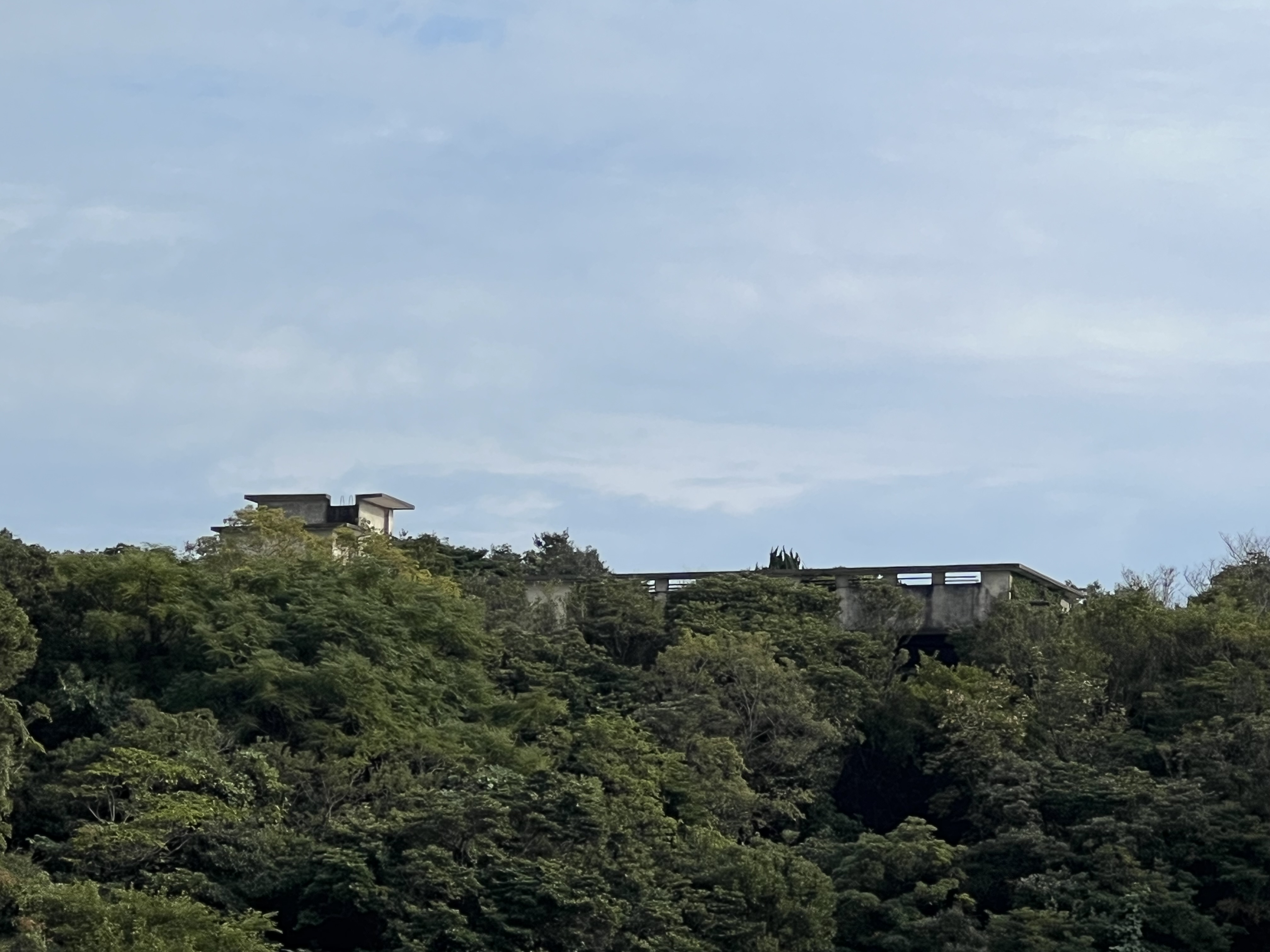
旧・昭和小学校跡

  - 崎戸炭鉱の発展により、人口が増加したため校舎が不足し、二部授業が行われるなど、児童の収容に困難をきわめるようになってきた。そこで崎戸村では蠣浦・崎戸両校の増築を予期して、敷地の選定を開始。
- 1928年（昭和3年）頃 - 既存校の増築という方針を転換し、崎戸鉱業所のある地区に小学校1校を新設することが崎戸村議会で決定される。
- 1930年（昭和5年）4月1日 - 「昭和尋常小学校」が開校。崎戸尋常高等小学校より浅浦分教場が移管される。
  - 学区改定により、崎戸炭鉱地域内（浅浦・菅無田・本杭の水浦・峰）の児童が蠣浦・崎戸両校より転入。
- 1931年（昭和6年）9月 - 浅浦分教場を廃止。
- 1932年（昭和7年）10月 - 校章を制定。
- 1934年（昭和9年）- 鉱業所が工費を投じた増築校舎が完成し、蠣浦小から土井浦・福浦・峰（一部）の児童が転入。
- 1935年（昭和10年）6月 - 青年学校令により「崎戸鉱業所青年学校」が併設される。
- 1940年（昭和15年）- 10教室を増築。水ノ浦に運動場を整備。
- 1941年（昭和16年）4月 - 国民学校令により、「崎戸町昭和国民学校」に改称。
- 1947年（昭和22年）4月 - 学制改革（六・三制の実施）が行われ、「崎戸町立昭和小学校」に改称。
- 1948年（昭和23年）4月 - 浅浦分校を設置し、低学年を収容。
- 1954年（昭和29年）4月 - 浅浦分校が分離し、「崎戸町立浅浦小学校」として独立。
- 1959年（昭和34年）5月 - 児童数が最大の2,720名（51学級）を記録。
- 1960年（昭和35年）12月 - 鉄筋コンクリート造3階建ての新校舎が完成。
- 1963年（昭和38年）- 完全給食を開始。
- 1968年（昭和43年）
  - 3月17日 - 崎戸炭鉱が閉山。
  - 3月31日 - 統合により閉校。閉校時の児童数は373名。
  - 最終所在地 - 西彼杵郡崎戸町蠣浦郷711番地（北緯33度00分44.0秒 東経129度34分28.3秒 / 北緯33.012222度 東経129.574528度）

旧・浅浦小学校（あさうら）
- 1920年（大正9年）10月 - 「崎戸尋常高等小学校 浅浦分教場」が設置される。
- 1930年（昭和5年）4月 - 移管により「昭和尋常小学校 浅浦分教場」となる。
- 1931年（昭和6年）9月 - 昭和尋常小学校本校に統合され、浅浦分教場は廃止される。
- 1948年（昭和23年）4月1日 - 「崎戸町立昭和小学校 浅浦分校」が設置される。
- 1954年（昭和29年）4月1日 - 昭和小学校から分離し、「崎戸町立浅浦小学校」として独立。
- 1958年（昭和33年）5月 - 生徒数が最大の584名を記録する。
- 1962年（昭和37年）10月 - 完全給食を開始。
- 1968年（昭和43年）
  - 3月17日 - 崎戸炭鉱が閉山。
  - 3月31日 - 統合により閉校。閉校時の児童数は180名。
  - 最終所在地 - 西彼杵郡崎戸町本郷1714番地（北緯33度00分27.1秒 東経129度33分31.5秒 / 北緯33.007528度 東経129.558750度）

旧・崎戸小学校（二代目）
- 1968年（昭和43年）
  - 4月1日　- 蠣浦小学校・昭和小学校・浅浦小学校・（旧）崎戸小学校の4校が統合され、旧・蠣浦小学校校地に「崎戸町立崎戸小学校」が開校。児童数は423名（12学級）
  - 6月 - 旧4校のPTAが統合され、崎戸小学校育友会が発足。
  - 7月 - 新校章を制定。
  - 8月 - 新校歌を制定。プールが完成。
- 1974年（昭和49年）6月 - 創立100周年記念式典を挙行。
- 1981年（昭和56年）3月 - 体育館が完成。
- 1994年（平成6年）5月 - 崎戸中学校との合同運動会を開始。
- 1996年（平成8年）7月 - 第1回ペーロン大会を蛎浦湾で実施。
- 2000年（平成12年）11月 - 特別教室新校舎が完成。
- 2005年（平成17年）4月1日 - 西海市の発足により、「西海市立崎戸小学校」（現校名）と改称。
- 2011年（平成23年）3月 - 運動場を大規模改修。
- 2012年（平成24年）4月 - 2・3年生を複式学級とする。
- 2022年（令和4年）3月31日 - 閉校[1]。西海市立大島東小学校・西海市立大島西小学校の2校と統合の上、「西海市立大崎小学校」が開校[1]。大崎小学校は大島東小学校の校地に設置される[1]。

## 交通アクセス
最寄りのバス停
- さいかい交通「蛎の浦」（かきのうら）

最寄りの道路
- 長崎県道15号崎戸大島線

最寄りの港
- 崎戸港（蛎の浦桟橋）- 崎戸商船が友住港（新上五島町）、平島港、江島港、崎戸港、佐世保港を結んでいる。

## 周辺
- 西海市役所崎戸総合支所（旧・崎戸町役場）
- 崎戸中央公民館
- 崎戸郵便局

## 参考資料
- 「崎戸町の歴史」（1978年（昭和53年）9月, 崎戸町教育委員会）
- 「西彼杵郡現勢一班」（1926年（昭和元年）12月31日発行, 出版:郡役所廃止記念会）- 国立国会図書館近代デジタルライブラリー p.355（コマ番号188）